# Pathiyoor
Pathiyoor es una ciudad censal situada en el distrito de Alappuzha en el estado de Kerala (India). Su población es de 23460 habitantes (2011). Se encuentra a 39 km de Alappuzha.

## Demografía
Según el censo de 2011 la población de Pathiyoor era de 23460 habitantes, de los cuales 10939 eran hombres y 12521 eran mujeres. Pathiyoor tiene una tasa media de alfabetización del 94,86%, superior a la media estatal del 94%: la alfabetización masculina es del 96,79%, y la alfabetización femenina del 93,21%.